# Imaad Hallay
Imaad Hallay (* 15. April 1984 in Thionville) ist ein ehemaliger französischer Leichtathlet, der sich auf den Sprint spezialisiert hat. 2010 wurde er mit der französischen 4-mal-100-Meter-Staffel in Barcelona Europameister.

## Sportliche Laufbahn
Erste internationale Erfahrungen sammelte Imaad Hallay im Jahr 2010, als er der französischen 4-mal-100-Meter-Staffel bei den Europameisterschaften in Barcelona zum Finaleinzug verhalf und damit zum Gewinn der Goldmedaille beitrug. Anschließend wurde er beim IAAF Continentalcup in Split im Staffelbewerb disqualifiziert. Es blieben seine einzigen Meisterschaftsteilnahmen, ehe er seine aktive Karriere 2013 mit 29 Jahren beendete.
2010 wurde Hallay französischer Hallenmeister im 200-Meter-Lauf.

## Persönliche Bestleistungen
- 100 Meter: 10,39 s (+1,3 m/s), 9. Juli 2010 in Valence
  - 60 Meter (Halle): 6,82 s, 31. Januar 2010 in Metz
- 200 Meter: 21,32 s (+1,6 m/s), 21. Juni 2009 in Neufchâteau
  - 200 Meter (Halle): 21,44 s, 27. Februar 2010 in Paris